# 130er
Portal Geschichte | Portal Biografien | Aktuelle Ereignisse | Jahreskalender | Tagesartikel

◄ |
1. Jh. |
2. Jahrhundert
| 3. Jh. | ►

◄ |
100er |
110er |
120er |
130er
| 140er | 150er | 160er | ►

130 |
131 |
132 |
133 |
134 |
135 |
136 |
137 |
138 |
139

## Ereignisse
- Bau des ersten Seismographen durch Zhang Heng.
- 132–135: 2. Jüdischer Aufstand. Tod Bar Kochbas und Rabbi Akibas. Die römische Provinz Judäa wird in Syria Palaestina umbenannt. Diaspora: das Volk der Juden wird von den Römern über das gesamte Römische Reich verstreut.